# Fishers
Fishers – miasto w Stanach Zjednoczonych, w stanie Indiana, w hrabstwie Hamilton. Położone na północ od Indianapolis, jest jedną z najszybciej rozwijających się społeczności w Indianie i stanowi część obszaru metropolitalnego Indianapolis. W 1990 roku liczyło zaledwie 7,5 tys. mieszkańców, by w 2021 osiągnąć populację przekraczającą 100 tys. osób.
W 2024 roku Fishers zajęło 4. miejsce w rankingu najlepszych miejsc do życia w USA według US News & World Report.

## Demografia
Etnicznie większość stanowią biali niebędący Latynosami – 79,4%, a pozostałe znaczące grupy to Azjaci (7,7%), czarnoskórzy lub Afroamerykanie (4,9%), osoby deklarujące dwie lub więcej ras (5,3%), a Latynosi stanowią 3,7% populacji. Fishers charakteryzuje się wysokim wskaźnikiem posiadania domów (76,1%). Dochód na osobę wynosi 57 161 USD, a wskaźnik ubóstwa to zaledwie 3,6%, co świadczy o wysokim standardzie życia (dane z 2023).